# ファリーニ
ファリーニ（伊: Farini）は、イタリア共和国エミリア＝ロマーニャ州ピアチェンツァ県にある、人口約1,000人の基礎自治体（コムーネ）。

## 地理

### 位置・広がり

#### 隣接コムーネ
隣接するコムーネは以下の通り。括弧内のPRはパルマ県所属を示す。
- バルディ (PR)
- ベットラ
- コーリ
- フェッリエーレ
- モルファッソ

### 気候分類・地震分類
ファリーニにおけるイタリアの気候分類 (it) および度日は、zona E, 2893 GGである。
また、イタリアの地震リスク階級 (it) では、zona 3 (sismicità bassa) に分類される。

## 行政

### 分離集落
ファリーニには、以下の分離集落（フラツィオーネ）がある。
- Boli, Boccolo Noce, Cogno San Bassano, Cogno San Savino, Costabiancona, Poggioli, Coletta, Groppallo, Groppazzolo, Le Moline, Liscato, Mangiarosto, Mareto, Vediceto, Montereggio, Monticelli, Pradovera, Stomboli, Unghia Sotto, Canova

## 産業
酪農が盛んで、生産されているチーズは日本でも輸入販売されている。

## 姉妹都市
- ノジャン＝シュル＝マルヌ、フランス 1983年